# NGC 5916A
NGC 5916A (другие обозначения — MCG -2-39-18, PGC 54779) — галактика в созвездии Весы.
Этот объект не входит в число перечисленных в оригинальной редакции «Нового общего каталога» и был добавлен позднее.